# Ōkami Shōjo to Kuro Ōji
Ōkami Shōjo to Kuro Ōji (オオカミ少女と黒王子) é uma série de mangá shōjo escrita por Ayuko Hatta. Foi adaptada em um CD drama em 2013. Em 2014, na edição de maio da revista Bessatsu Margaret da Shueisha, foi anunciado que um anime estava sendo produzido.

## História
Erika Shinohara é uma garota de 16 anos que diz as suas amigas que tem um namorado, embora não tenha. Ela afirma que o garoto bonito da foto de seu celular é seu namorado, mas esse rapaz na verdade é um colega de escola chamado Kyōya Sata. Para levar a mentira adiante, ela o faz seu namorado de mentira. Infelizmente, embora Sata aparente ser uma pessoa doce, ele possui um coração maldoso. Assim, Sata diz que aceita ser seu namorado de mentira, mas apenas se ela aceitar ser tratada como um animal de estimação.

## Personagens
Kyouya Sata (佐田 恭也, Sata Kyouya)
Dublador: Takahiro Sakurai
No começo, quando Erika sugeriu a ideia deles serem namorados, Kyouya concorda com isso com uma atitude de "príncipe encantado". No entanto, pouco tempo depois, ele a chantageia e faz dela seu "cão". Eventualmente, ele começa a cuidar dela e a ficar com ciúmes quando ela está perto de outros garotos. Assim, ele percebe que realmente gosta dela e que ela não é apenas uma maneira de passar o tempo. Kyouya também tem uma irmã mais velha com uma personalidade semelhante a sua e uma mãe divertida e carinhosa.
Erika Shinohara (篠原エリカ, Shinohara Erika)
Dubladora: Kanae Itō
Erika mente para as amigas sobre ter um namorado e leva uma foto de um rapaz aleatório para mostrar como prova, mas acontece que o garoto estuda na sua escola. Ele, então, concorda em fingir ser seu namorado sob a condição de que ela seja seu "animal de estimação". Ela acaba se apaixonando por ele, apesar de sua atitude cruel, e tenta desesperadamente ganhar o seu afeto.
Ayumi Sanda (三田亜由美, Sanda Ayumi)
Dubladora: Ai Kayano
Também conhecida como San-chan. É uma menina de cabelos curtos e a única amiga de Erika que sabe sobre o "namorado de mentira". Ela também é uma colega de classe de Kyouya durante o seu primeiro ano, mas admite que não são próximos.
Nozomi Kamiya (神谷望, Kamiya Nozomi)
Dublador: Yoshitsugu Matsuoka
Ele é um cara super chamativo e está na mesma classe de Sata e Erika. Quando surge na trama, ele aparenta ser um ‘vilão’ e de início implica pelo fato de Kyouya estar saindo justamente com Erika. No seu ponto de vista, uma garota comum como ela não poderia namorar alguém como Sata.
Depois de alguns acontecimentos, Nozomi começa a andar com Erika e seus amigos.
Marin Tachibana (立花 マリン, Tachibana Marin)
Dubladora: Mariya Ise
Uma das amigas da Erika.
Aki Tezuka (手塚 愛姫, Tezuka Aki)
Dubladora: Mikako Komatsu
Uma das amigas da Erika.
Yoshito Kimura (木村良人, Kimura Yoshito)
Dublador: Nobunaga Shimazaki
Kimura aparenta ser o príncipe encantado dos sonhos de Erika, eles chegam a sair e ela passa a acreditar que ele é o tão esperado príncipe dela. Mas, Kimura na verdade nutre um sentimento de vingança por Sata e acaba usando Erika para isso.
Takeru Hibiya (日比谷健, Hibiya Takeru)
Dublador: Yoshimasa Hosoya
Colega de Sata-kun no ensino médio. Um garoto de sangue quente, com uma personalidade simples e clara.
Yū Kusakabe (日下部 憂, Kusakabe Yū)
Dublador: Ayumu Murase
Um garoto inseguro e tímido, considerado "covarde" por Sata. Erika se torna sua amiga após descobrir que ele é uma pessoa sincera e que tem um bom coração.
Kusakabe no inicio se mostra um jovem tímido com baixa-estima e que está sempre se colocando como o pior.
Ao conhecer Erika, ela estimula ele a conversar com as pessoas e ser mais extrovertido. Kusakabe chega a se apaixonar por Erika, mais o romance não vai a frente por ser unilateral.

## Mídia

### Anime
Uma adaptação em anime pela TYO Animations foi ao ar no Japão entre 5 de outubro e 21 de dezembro de 2014. O tema de abertura é "LOVE GOOD TIME" por SpecialThanks e o tema de encerramento é "Ōkami Heart" (オオカミハート) por Oresama.